# British Orienteering
Der Britische Orientierungslaufverband (englisch British Orienteering Federation, BOF, verkürzt oft einfach auch nur British Orienteering) ist der nationale Orientierungslaufdachverband des Vereinigten Königreichs. Er wurde im Juni 1967 gegründet und ist Mitglied des Internationalen Orientierungslaufverbandes (IOF).

## Geschichte
Der Orientierungslauf wurde in den 1950er Jahren in Großbritannien eingeführt. Unterstützung erhielt die Sportart unter anderem von den Olympioniken John Disley und Chris Brasher sowie vom schwedischen Baron ‘Rak’ Largerfelt. Im Mai 1962 fanden im schottischen Dunkeld die ersten schottischen Orientierungslaufmeisterschaften statt. Der Schwede Jan Kjellström, Sohn des Gründers des Kompassherstellers Silva, sorgte anschließend bis zu seinem Tod 1967 bei einem Verkehrsunfall für eine Verbreitung des Sports im Vereinigten Königreich. Seit 1967 findet zu seiner Ehre das Jan Kjellström International Festival of Orienteering statt.

## Ausgetragene Veranstaltungen
Orientierungslauf:
- Orientierungslauf-Weltmeisterschaften 1976 in Aviemore, Schottland
- Orientierungslauf-Weltmeisterschaften 1999 in Inverness, Schottland
- Orientierungslauf-Weltmeisterschaften 2015 in Inverness, Schottland

Trail-Orienteering:
- Trail-Orienteering-Weltmeisterschaften 2012 in Schottland

## Mitgliedsverbände
Der Verband selbst besteht aus 13 Verbänden, darunter auch den Landesverbänden Nordirlands, Schottlands und von Wales:
- British Schools Orienteering Association (BSOA)
- East Anglian Orienteering Association (EAOA)
- East Midlands Orienteering Association (EMOA)
- North East Orienteering Association (NEOA)
- Northern Ireland Orienteering Association (NIOA)
- North West Orienteering Association (NWOA)
- South Central Orienteering Association (SCOA)
- South East Orienteering Association (SEOA)
- Scottish Orienteering Association (SOA)
- South West Orienteering Association (SWOA)
- West Midlands Orienteering Association (WMOA)
- Welsh Orienteering Association (WOA)
- Yorkshire and Humberside Orienteering Association (YHOA)